# 雷普采塞迈赖
雷普采塞迈赖，是匈牙利杰尔-莫雄-肖普朗州所辖的一个村。总面积9.42平方公里，总人口268，人口密度28.5人/平方公里（2011年1月1日）。